# Хрущово-Микитівська сільська рада
Хрущово́-Мики́тівська сільська́ ра́да — адміністративно-територіальна одиниця та орган місцевого самоврядування в Богодухівському районі Харківської області. Адміністративний центр — село Хрущова Микитівка.

## Загальні відомості
- Хрущово-Микитівська сільська рада утворена в 1921 році.
- Територія ради: 33,95 км²
- Населення ради: 683 особи (станом на 2001 рік)

## Населені пункти
Сільській раді підпорядковані населені пункти:
- с. Хрущова Микитівка

## Склад ради
Рада складається з 12 депутатів та голови.
- Голова ради: Байбак Олександр Миколайович
- Секретар ради: Калітіна Олена Миколаївна

### Керівний склад попередніх скликань
| Прізвище, ім'я, по батькові  | Основні відомості                                                         | Дата обрання | Дата звільнення |
| ---------------------------- | ------------------------------------------------------------------------- | ------------ | --------------- |
| Байбак Олександр Миколайович | Сільський голова, 1961 року народження, освіта вища                       | 26.03.2006   | 31.10.2010      |
| Байбак Олександр Миколайович | Сільський голова, 1961 року народження, освіта вища, член Партії регіонів | 31.10.2010   |                 |

Примітка: таблиця складена за даними сайту Верховної Ради України

### Депутати
За результатами місцевих виборів 2010 року депутатами ради стали:

#### За суб'єктами висування
| Суб'єкт висування                                       | Кількість обраних депутатів | %   |
| ------------------------------------------------------- | --------------------------- | --- |
| Партія регіонів                                         | 6                           | 50  |
| Політична партія Всеукраїнське об'єднання «Батьківщина» | 3                           | 25  |
| Комуністична партія України                             | 1                           | 8,3 |
| Народна партія                                          | 1                           | 8,3 |
| Соціалістична партія України                            | 1                           | 8,3 |

#### За округами
| № округу                                                | Прізвище, ім'я, по батькові     | Дата визнання обраним | Освіта  | Партійна приналежність             | Відомості про обраного депутата                                                    |
| ------------------------------------------------------- | ------------------------------- | --------------------- | ------- | ---------------------------------- | ---------------------------------------------------------------------------------- |
| Комуністична партія України                             |                                 |                       |         |                                    |                                                                                    |
| 7                                                       | Хірний Василь Іванович          | 01.11.2010            | середня | член Комуністичної партії України  | тимчасово не працює                                                                |
| Народна Партія                                          |                                 |                       |         |                                    |                                                                                    |
| 11                                                      | Калітіна Олена Миколаївна       | 01.11.2010            | вища    | позапартійна                       | Хрущово-микитівська сільська рада, секретар                                        |
| Партія регіонів                                         |                                 |                       |         |                                    |                                                                                    |
| 1                                                       | Терещенко Володимир Миколайович | 01.11.2010            | середня | член Партії регіонів               | тимчасово не працює                                                                |
| 2                                                       | Сопельник Тетяна Олександрівна  | 01.11.2010            | середня | член Партії регіонів               | Хрущово-Микитівська загальноосвітня школа, вчитель                                 |
| 4                                                       | Долуда Олег Іванович            | 01.11.2010            | вища    | член Партії регіонів               | Управління ветеринарної медицини у Богодухівсько-му районі, провід-ний спеціа-ліст |
| 8                                                       | Долуда Євдокія Миколаївна       | 01.11.2010            | середня | член Партії регіонів               | Хрущово-микитівська ветеринарна лікарня, завіду-юча                                |
| 9                                                       | Роженко Тамара Миколаївна       | 01.11.2010            | вища    | член Партії регіонів               | Хрущово-Микитівська загальноосвітня школа, вчитель                                 |
| 10                                                      | Шаруда Валентина Миколаївна     | 01.11.2010            | середня | член Партії регіонів               | пенсіонер                                                                          |
| Політична партія Всеукраїнське об'єднання «Батьківщина» |                                 |                       |         |                                    |                                                                                    |
| 5                                                       | Олійник Володимир Дмитрович     | 01.11.2010            | вища    | позапартійний                      | тимчасово не працює                                                                |
| 6                                                       | Долуда Лариса Олегівна          | 01.11.2010            | вища    | позапартійна                       | Хрущово-микитівська сільська рада, головний бухгалтер                              |
| 12                                                      | Явтушенко Юрій Миколайович      | 01.11.2010            | середня | позапартійний                      | Територіальний центр, соціальний працівник                                         |
| Соціалістична партія України                            |                                 |                       |         |                                    |                                                                                    |
| 3                                                       | Коваленко Євгеній Леонідович    | 01.11.2010            | середня | член Соціалістичної партії України | Газорозпо-дільна станція, оператор                                                 |